# Шерпешки окръг
Шерпешки окръг (на полски: Powiat sierpecki) е окръг в Централна Полша, Мазовско войводство. Заема площ от 852,04 км2. Административен център е град Шерпц.

## География
Окръгът обхваща земи от историческите области Мазовия и Добжинска земя. Разположен е в северозападната част на войводството.

## Население
Населението на окръга възлиза на 53 540 души (2013 г.). Гъстотата е 63 души/км2.

## Административно деление
Административно окръгът е разделен на 7 общини.
Градска община:
- Шерпц

Селски общини:
- Община Гоздово
- Община Завидз
- Община Мохово
- Община Рошчишево
- Община Шерпц
- Община Шчутово

## Фотогалерия
- Шерпц
- Гоздово
- Завидз